# Паризи, Джорджо
Джорджо Паризи (итал. Giorgio Parisi; род. 4 августа 1948 года) — итальянский физик-теоретик. Профессор, иностранный член Французской академии наук (1992), Национальной академии наук США (2003) и Американского философского общества (2013).
Труды в основном посвящены квантовой теории поля, статистической механике и сложным системам. Соавтор уравнения ДГЛАП, уравнений Кардара — Паризи — Жанга. Лауреат Нобелевской премии по физике 2021 года.

## Награды
- Премия Фельтринелли (1986)
- Медаль Больцмана (1992)
- Золотая медаль «За вклад в развитие культуры и искусства» (1998)[5]
- Медаль Дирака (1999)
- Премия Энрико Ферми[англ.] (2002)
- Премия Дэнни Хайнемана в области математической физики (2005)
- Премия Нонино[итал.] (2005)
- Командор ордена «За заслуги перед Итальянской Республикой» (2005)[6]
- Премия Microsoft[англ.] (2007)
- Премия Лагранжа[англ.] (2009)
- Медаль имени Макса Планка (2011)
- Премия в области физики частиц и физики высоких энергий (2015)
- Премия Онсагера (2016)
- Премия имени И. Я. Померанчука (2018)
- Премия Вольфа по физике (2021)
- Clarivate Citation Laureates (2021)
- Нобелевская премия по физике (2021) за «открытие того, как беспорядок и флуктуации взаимодействуют в физических системах в масштабах от атомов до планет»[7]
- Кавалер Большого креста ордена «За заслуги перед Итальянской Республикой» (2021)[8]